# Нова сцена Національного театру (Прага)
Нова сцена Національного театру (чеськ. Nová scéna Národního divadla) є однією зі складових чеського Національного театру в Празі, поряд з Державною оперою Праги, Становим театром та власною сценою Національного театру, розташована в будівлі стилю бруталізм. Була побудована у 1983 році в рамках реконструкції історичної будівлі Національного театру. 

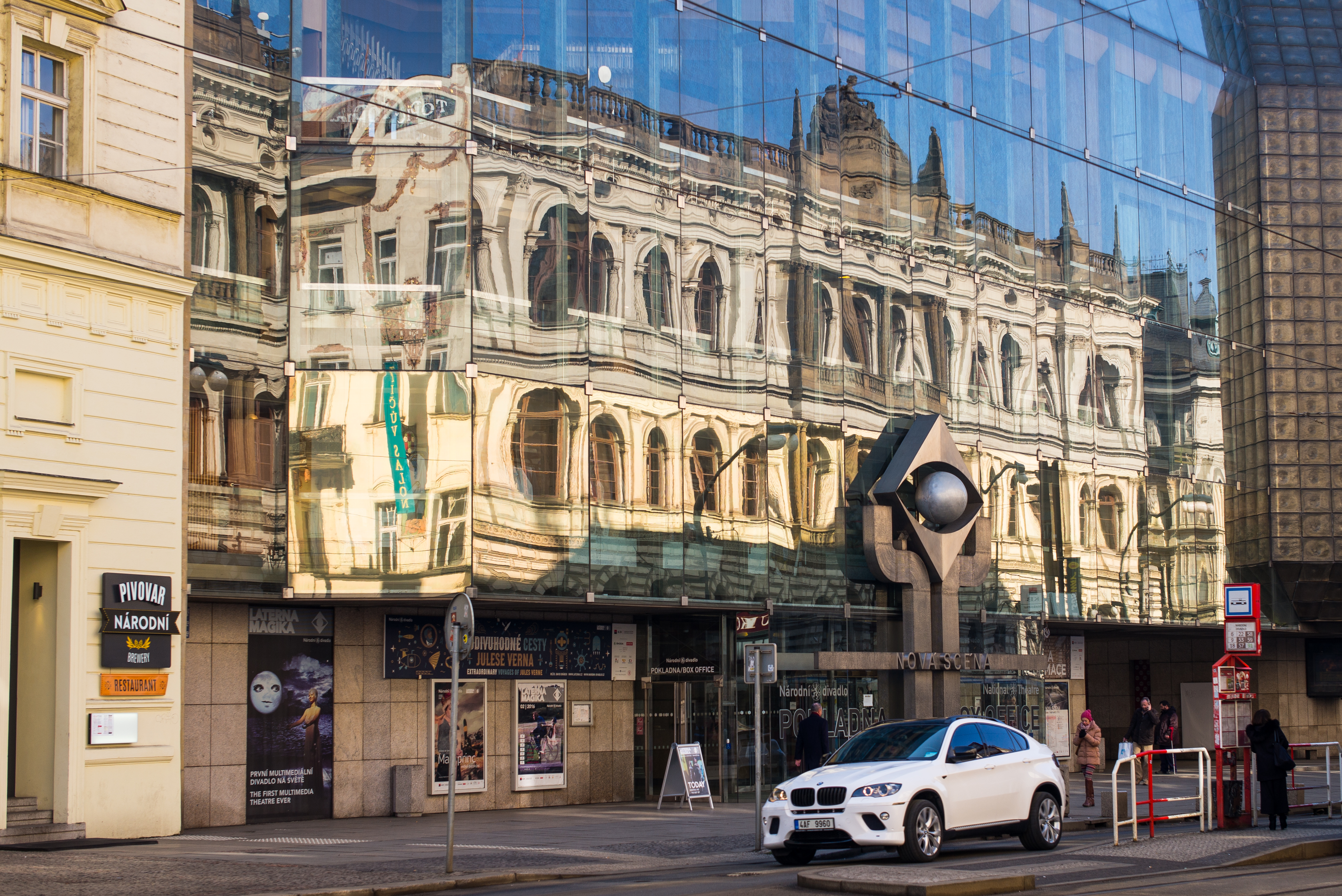
Нова сцена Національного театру, головний вхід, 2016 рік.

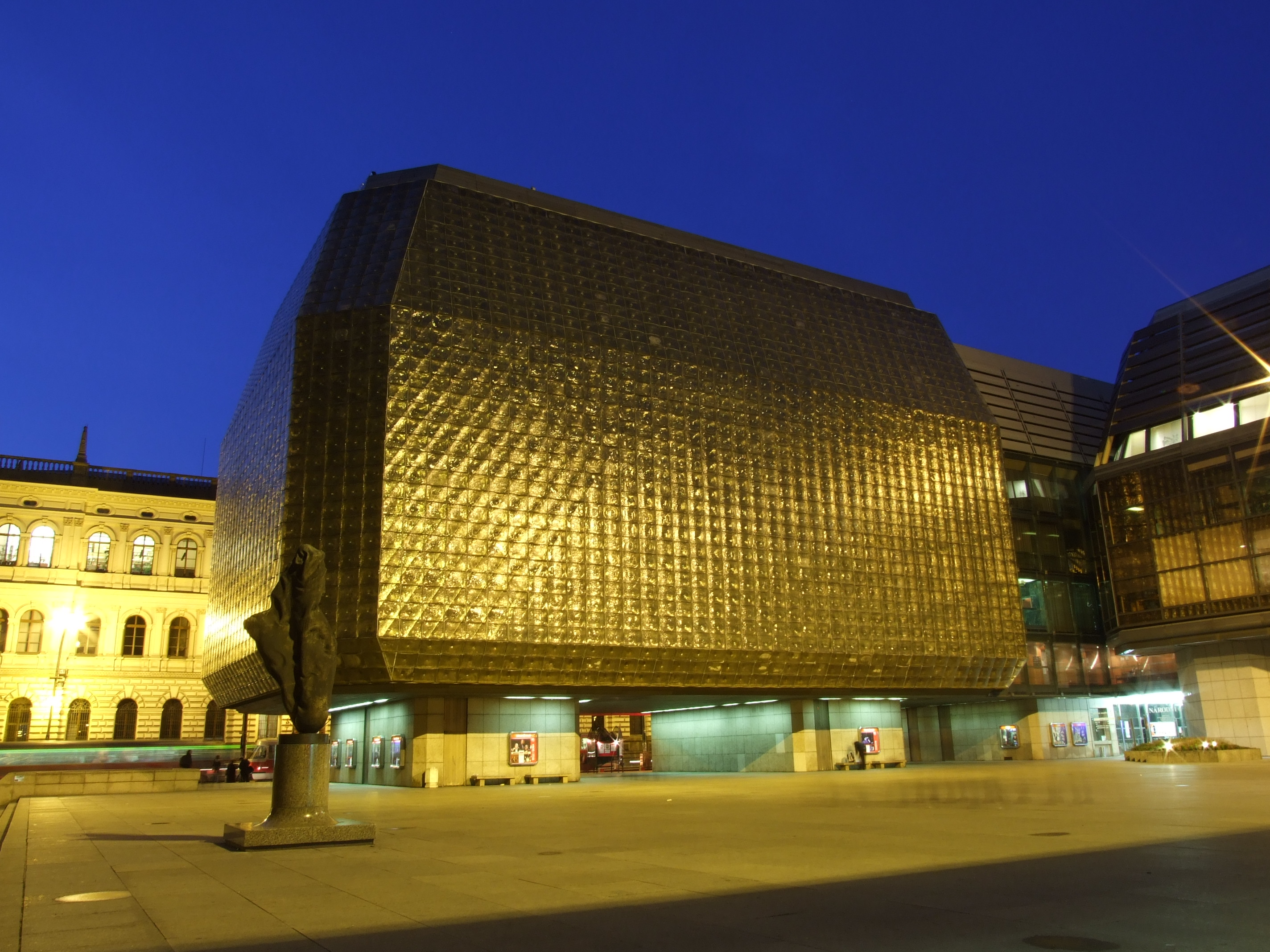
Будівля глядацької зали Нової сцени Національного театру, 2012

### Історія проєкту та будівництва
Ідея використання простору довкола Національного театру для створення театрально-культурного комплексу циркулювала в Празі ще з 1922 року — була озвучена в перебігу конкурсу архітектурних проектів Нового чеського театру в Празі. Після цього, до неї неодноразово повертались, зокрема в 40-х роках ХХ століття та в 1952-53 роках. Проте реалізація проекту почалася тільки після знесення у 1959 році т. зв. Чоурових будівель (інша назва — Каурові будівлі) через їх аварійний стан.
З 1959 року було проведено три кола відбору проектів щодо ідей з архітектурно-урбаністичного оформлення простору довкола Національного театру. Технічне завдання включало вимоги створення експериментальної сцени для Національного театру, розрахованої на 300—400 глядачів, підсобного простору для зберігання декорацій та технічної підтримки, та клубного простору з рестораном та кав'ярнею. В 1971 році переможцем було визнано проект, створений авторським колективом під керівництвом Богуслава Фукса, проте його реалізація припинилась у 1972 році з зв'язку зі смертю архітектора.
У 1973-74 роках, ідейна група з вироблення концепції забудови простору довкола Національного театру під керівництвом Ярослава Фрагнера дійшла висновку, що в результаті комплексної реконструкції простору довкола Національного театру має бути витворений цілісний архітектрний ансамбль, і всі будівельні роботи мають бути завершені до 18 листопада 1983 року — 100-річчя Національного театру.

### Оздоблення
Сучасна архітектурна група включає три споруди - адміністративна будівля Національного театру, ресторан та мультифункціональний суспільний комплекс Нова сцена за проектом архітектора Карела Прагера під керівництвом Йозефа Шнейдара.  До будівництва Нової сцени Національного театру ще у 1980 році також підключився чеський сценограф Йозеф Свобода з метою внесення змін до проекту та його підлаштування під вимоги театральної діяльності трупи Laterna magika, яка на той час не мала власної постійної сцени. 
У ході будівництва першочерговим було завдання забезпечити звукову ізоляцію глядацької зали від шуму людної вулиці Народні тржіда. З цією метою для оздоблення фасаду були використані плити зеленого кубинського мармуру, перед якими за пропозицією Станіслава Лібенського було встановлено стіну з 4306 непрозорих "екранів" з дутого скла, кожних розміром 80 × 60 × 40 см та вагою 40 кг. Саме цьому чеському скульптору та майстру роботи зі склом завдячує своїм виглядом сучасна будівля Нової сцени Національного театру. Також, облицювання фасаду, що виходить на монастир Ордену Святої Урсули, виконане з термоскляних плит. 
Для оздоблення інтер'єру фоє було обрано серпентиніт з Куби. Проект інтер'єру також був зроблений Карелом Прагером за участі митців Мартіна Сладкего, Зорки Сметанове, Павела Глави, Ярослава Штурси та Франтішека Візнера. Серед витворів мистецтва, які прикрашають фоє: скульптура "Пісня рідної землі" Мілоша Аксмана, картина "Чеський пейзаж" Франтішека Їроудека та рельєф "Мистецтво" Яна Сімоти. 

### Особливості  функціонування
Першою виставою в новобудові був Дудар зі Страконіце (чеськ. Strakonický dudák aneb Hody divých žen) Йозефа Тила, у постановці Вацлава Гудечека, яка була покликана продемонструвати усю варіабільність та мультизадачність створеного театрального простору - сцена театру була переміщена до центру, а глядацькі місця розташовувались довкола неї, що нагадувало арену. Проте, після вводу в експлуатацію з'ясувалось, що за характеристиками новобудова не зовсім придатна для простановки класичних театральних вистав, проектована варіабільність простору нівелювалась складністю та тривалістю необхідних переобладнань, а акустика не дозволяла реалізовувати камерні оперні постановки (частина задуму) належної якості.

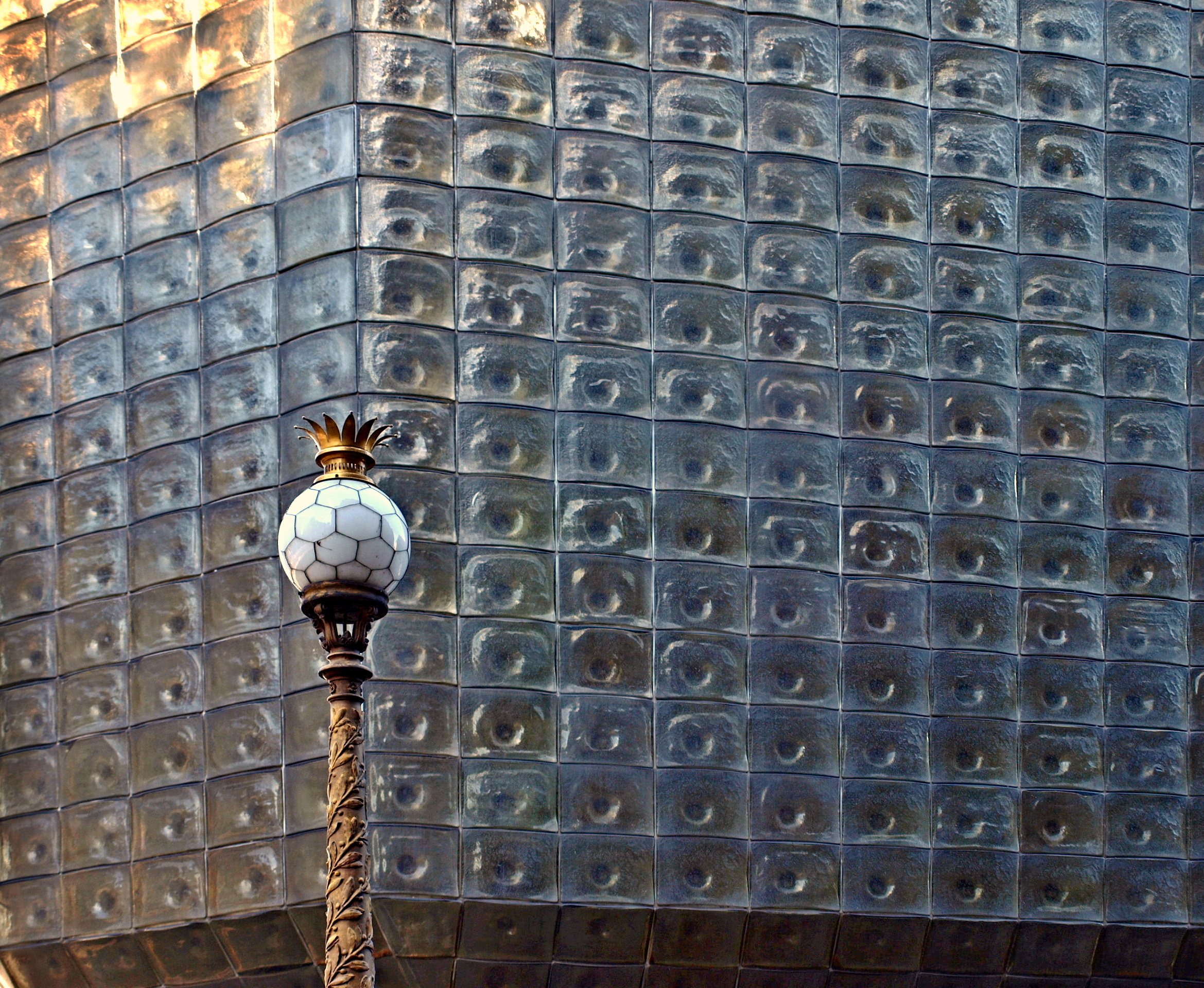
Елементи зовнішнього облицювання будівлі глядацької зали Нової сцени Національного театру, 2012.

Сучасний репертуар складається з вистав театрального колективу Laterna magika, а також оперних, балетних та драматичних постановок.     
Крім постійної глядацької зали місткістю 400 глядацьких міст в Новій сцені Національного театру діє також мобільний театр, що вміщує до 70 глядачів, та літературна кав'ярня НОНА.        

### Laterna magika
З 1984 року в будівлі Нової сцени веде регулярну театральну діяльність мультимедійний Театр Laterna magika, трупа якого з 1959 року також є складовою Національного театру. Експериментальний мультимедійний Театр з'явився як частина експозиції Чехословацької Республіки на міжнародній виставці Експо-58 та представляв собою реалізацію творчого задуму театрального режисера Альфреда Радока, його брата Еміля та Йозефа Свободи. Сценаристом у театрі якийсь час працював також Мілош Форман.
В сучасності театр функціонує з широким репертуаром, що включає і вистави, орієнтовані на дитячу аудиторію.